# Hark
Hark (en armeni: Հարք) va ser un gavar o ciutat de la província armènia del Tauruberan.
Feia frontera al nord amb el Varazuniq, a l'oest, l'Arxamunik a l'est, l'Apahunik i al sud el Beznunik. Alguns autors contemporanis creuen que a Hark hi havia la residència del famós avantpassat dels armenis, Haik, patriarca fundador d'Armènia. Segons una tradició, els fills d'Haik, anomenats Manavaz, van fundar la ciutat de Manavazakert, a partir del seu nom. Els seus descendents, anomenats Harqian van governar el territori fins al segle iv quan va passar a mans dels Arxakuní. Khosrov II d'Armènia (252-258) va permetre l'emplaçament d'una seu episcopal a Hark.
Esteve Asolik diu que a Hark hi va néixer el famós filòsof del segle v David de Nerken. A principis del segle xi va ser el centre de l'expansió dels Tondrakians, nom dels defensors del Paulicianisme a Armènia, quan Pau de Samòsata el miseriós, va predicar la doctrina adopcionista. Aquestes tesis tenien a Armènia, unes característiques pròpies: baptisme a l'aigua, iconoclàstia i concepció adopcionista de la divinitat de Crist (adoptat per Déu a causa dels seus mèrits en el moment de batejar-se).